# Bad Girls
『Bad Girls』（バッド・ガールズ）は相川七瀬の8枚目のシングル。1997年11月12日発売。

## 解説
日産自動車・プリンス店「日産プリンス」CM曲。
TBS系列『COUNT DOWN TV』オープニングテーマ。
売上枚数は20万枚超。ビーイングスタジオで制作。
「BREAK OUT!」ライブ・バージョンが収録。

## 収録曲
編曲：織田哲郎
1. Bad Girls
  - 作詞：相川七瀬・織田哲郎　作曲：織田哲郎
2. さよならを聴かせて
  - 作詞：相川七瀬　作曲：上邑博・織田哲郎
3. BREAK OUT! （ライブ・バージョン）
  - 作詞・作曲：織田哲郎
4. Bad Girls （オリジナル・カラオケ）

## 収録アルバム
Bad Girls
- crimson
- ID
- NANASE AIKAWA BEST ALBUM "ROCK or DIE"

さよならを聴かせて
- crimson